# Ротерам
Ротерам (енгл. Rotherham) је град у Уједињеном Краљевству у Енглеској. Према процени из 2007. у граду је живело 117.475 становника.

## Становништво
Према процени, у граду је 2008. живело 117.475 становника.
| 1981.   | 1991.   | 2001.   |
| ------- | ------- | ------- |
| 122.374 | 121.380 | 117.262 |

## Партнерски градови
- Риза
- Сен Кентен
- Шенџен
- Клуж-Напока
- Забже